# (32802) 1990 SK
1990 SK (asteroide 32802) é um asteroide da cintura principal. Possui uma excentricidade de 0.26828800 e uma inclinação de 26.05406º.
Este asteroide foi descoberto no dia 20 de setembro de 1990 por Robert H. McNaught em Siding Spring.